# 毎日新聞 記者の目
記者の目（きしゃのめ）は、毎日新聞東京本社と毎日映画社の製作で、関東のUHFテレビ局（千葉テレビ放送、テレビ神奈川、テレビ埼玉、群馬テレビ）で放送されていた5社ローテーションニュース（平日17:50～18:00）の一つ。一時テレビ東京系で放送されていた記者の眼とは関係ない。
先述の4局に加え、青森テレビ、福島テレビ(テレビユー福島開局後は同局に移行)、テレビ山梨、山陰放送、宮崎放送他、全国12局で放送されていた。
1978年4月7日放送開始。1994年3月30日放送終了。
5社ニュースの中では唯一、当日の出来事を伝える形式ではなく、同新聞連載の取材コラム記事「記者の目」と同じく同新聞社の記者が一つの出来事を掘り下げて紹介する形式であった。番組終了までフィルム撮影製作で放送された。オープニングはパレスサイドビルディングの空撮映像を使用し、最後に「記者の目　製作・毎日新聞」のタイトルを出していた。
なお5社ニュースについてはこの番組開始前は毎日提供による当日のデイリーニュースを放映していた。